# Герб Хоптогинского наслега
Герб муниципального образования сельское поселение «Хоптогинск наслег» Чурапчинского улуса Республики Саха (Якутия) Российской Федерации.
Герб утверждён Решением Хоптогинского наслежного Совета. 
Герб подлежит внесению в Государственный геральдический регистр Российской Федерации.

## Описание
«В лазоревом (голубом) поле возникающий из-за зелёной оконечности серебряный (белый) диск, поверх всего — три выходящих золотых коновязи — сэргэ, золотой конский чепрак — чаппараах с якутским национальным орнаментом».